# Friedrich Osterloh
Johann Christoph Friedrich Osterloh (* 1755 in Dornburg; † nach 1811) war ein preußischer Architekt und Baubeamter im Fürstentum Halberstadt. 

## Leben
Osterloh war talentiert im Zeichnen und wurde spätestens im Jahre 1781 zunächst preußischer Kammer-Kondukteur. Als solcher lieferte er mehrere handgezeichnete Karten aus dem Bereich zwischen Magdeburg und Halberstadt. Die Qualität seiner Arbeiten führte im Jahre 1787 zur Ernennung von Friedrich Osterloh zum Bauassistenten und später zum königlich-preußischen Landbaumeister im Fürstentum Halberstadt. Als solcher war er Nachfolger des Landbaumeisters Johann Christian Huth, dem er zur Seite gestellt worden war. Er war Mitglied der immediaten Forst- und Baukommission, die der Kriegs- und Domänenkammer zu Halberstadt in Forst- und Bauangelegenheiten hilfreich zur Seite stand.
Friedrich Osterloh entwarf eine Reihe von welt- und geistlichen Bauwerken im Fürstentum Halberstadt und ließ zahlreiche Reparaturen vor allem an Wirtschaftsgebäuden vornehmen. Nachdem das Fürstentum Halberstadt Teil des Königreichs Westphalen geworden war, trat auch er als Baumeister in den Dienst des Königs Jérôme Bonaparte und war als solcher im Departement der Saale für den Distrikt Halberstadt zuständig.
Friedrich Osterloh gehörte zu dem Bund der Freimaurer an; er wurde 1808 in Halberstadt Mitglied der Loge Zu den drei Hammern.

## Werke (Auswahl)
- Plan von einer massiven Brücke über den Hauptbruchgraben auf dem Neuen Damm [an der Straße von Halberstadt nach Helmstedt über Quenstedt, Nienburg, Schwanebeck und Neudamm], o. J.
- Plan zu einer neuen massiven Post- und Passagebrücke über den Mühlengraben bei Schattenbergs Mühle hinter Derenburg, 1791.
- Handzeichnung zu einer Post- und Passagebrücke über den Mühlengraben bei Schattenbergs Mühle hinter Derenburg mit hölzernem Belag, 1791.
- Plan von einem massiven Schafstall, welcher auf dem Königlichen Amt Emmeringen neuerbaut werden soll, 1802.
- Gutachten über den Zustand der jüdischen Gemeindemikwe in Halberstadt, Judenstraße 26, 1810.